# Polícia de Ordem Pública (Cabo Verde)
A Polícia de Ordem Pública (POP) era a principal força de segurança uniformizada de Cabo Verde, responsável pela ordem pública e policiamento ostensivo, até 14 de novembro de 2005, quando foi criada uma nova corporação, a Polícia Nacional. Vinculava-se ao Ministério da Administração Interna.

## História
A POP tem a sua origem no Corpo de Polícia Civil criado pelo governador Caetano Albuquerque em 1872. Esta polícia teria uma organização semelhante à Polícia Civil da metrópole portuguesa, actuando na cidade da Praia.
Em 1880 o Corpo de Polícia é reestruturado em companhias de polícia com uma organização de cariz militar, passando a existir uma companhia na Praia e outra no Mindelo.
Em 1962 dá-se uma nova organização da polícia de Cabo Verde, que é transformada na Polícia de Segurança Pública (PSP) de Cabo Verde, de carácter novamente civil, modelada na Polícia de Segurança Pública da metrópole.
Na sequência da independência de Cabo Verde em relação a Portugal em 1975, a PSP foi transformada na Polícia de Ordem Pública, sendo afastados os seus quadros de origem portuguesa.
Devido às relações históricas e ao facto de vários dos seus oficiais serem formados em Portugal, a POP continuou a manter uma ligação estreita com a PSP portuguesa, mantendo, por exemplo, organização e uniformes semelhantes.

## Missão

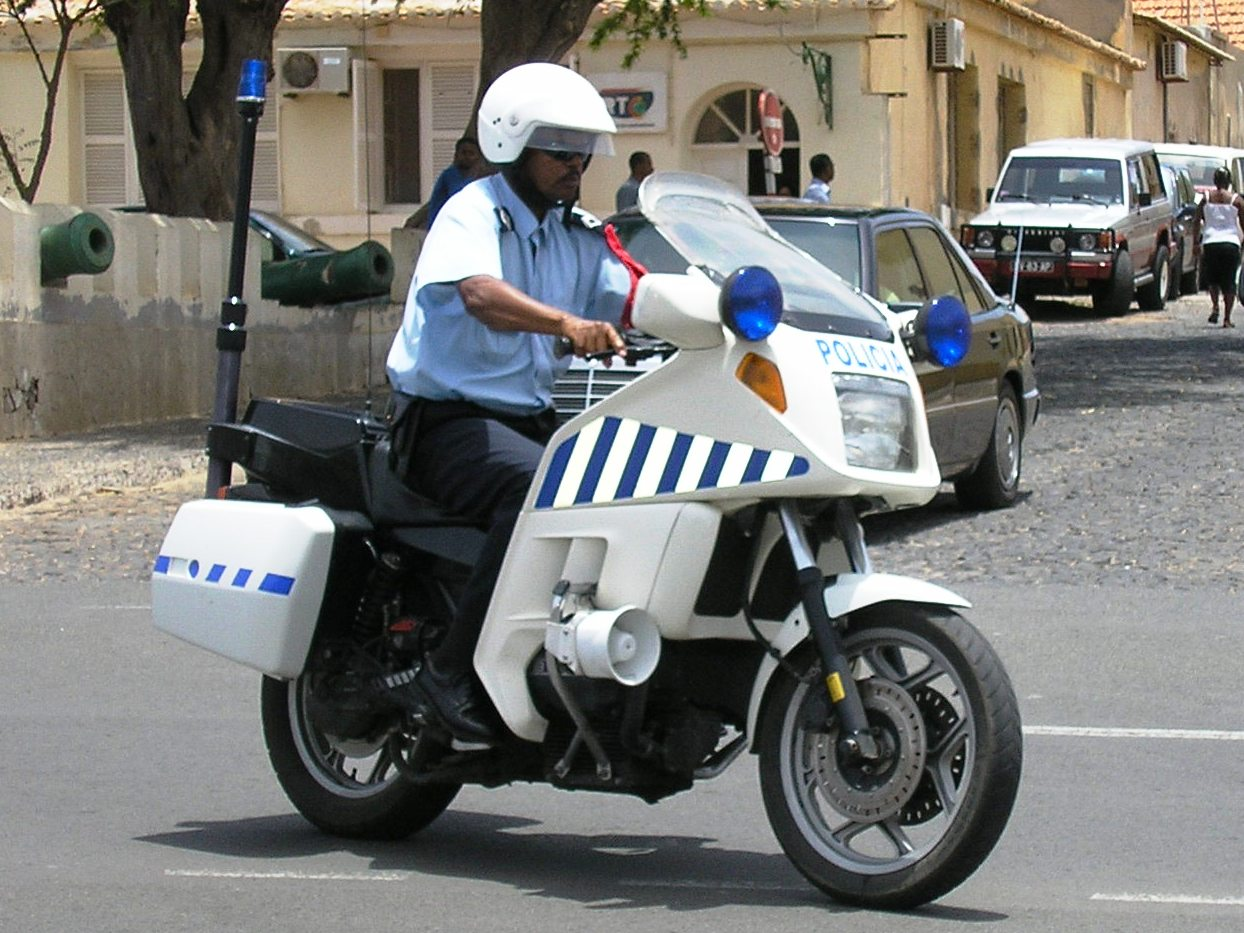
Polícia de Ordem Pública - Mindelo, Cabo Verde.

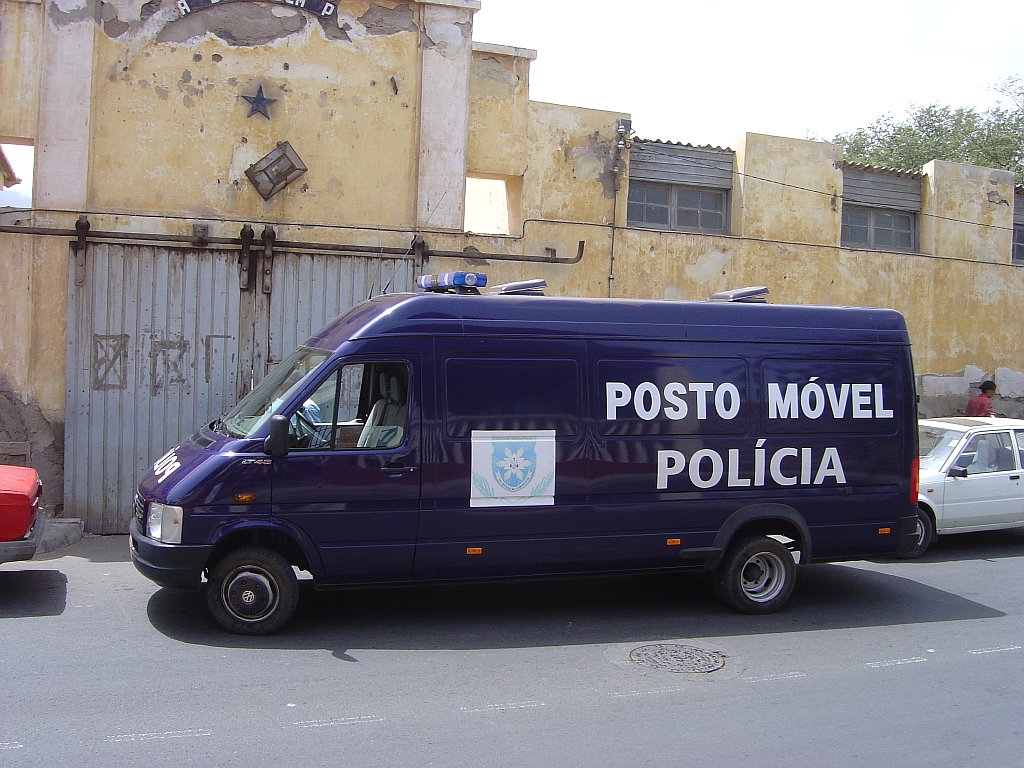
Posto Móvel da Polícia de Ordem Pública - Mindelo, Cabo Verde.

- O Comando Nacional da Ordem Pública era o serviço central da Policia Nacional, responsável pela coordenação, controlo e emprego dos meios operativos afectivos aos Comandos Regionais.
- O Comando Nacional de Ordem Pública inclui a Policia Florestal e é dirigido pelo Comandante Nacional de Ordem Pública.

### Atribuições
- Direcção de Formação;
- Ordem Pública;
- Guarda Fiscal;
- Polícia Marítima;
- Estrangeiros e Fronteiras;
- Polícia Florestal e Ambiental.

## Organização
A Polícia de Ordem Pública inclui:
- Direcção Nacional;
- Comando de Unidades Especiais, incluindo: Corpo de Intervenção e Corpo de Protecção de Entidades;
- Comandos Regionais: Santiago Sul e Maio, Santiago Norte, São Vicente, Sal, Fogo Santo Antão e Boavista.
- Esquadras Políciais e Postos Policiais, dependentes dos Comandos Regionais.
- Escola de Polícia;
- Serviços Sociais (SES).